# Социалистическая рабочая партия Америки
Социалисти́ческая рабо́чая па́ртия Аме́рики (Социалисти́ческая трудова́я па́ртия Аме́рики, Социалисти́ческая па́ртия труда́ Аме́рики, англ. Socialist Labor Party of America) — делеонистская марксистская партия в США, основанная в 1876 году. Первая социалистическая партия, сформированная в Америке и третья из существующих до сих пор в мире после Социал-демократических партий Германии и Дании.
Изначально партия называлась партией рабочих, но позже сменила своё название. В некоторых штатах отделения партии использовали такие названия как индустриальная партия и партия индустриального правительства. В 1890 году СЛП попала под влияние Даниэля Де Леона, который использовал свою роль редактора The Weekly People, официального англоязычного органа СЛП, чтобы расширить популярность партии за пределы ее тогда в основном немецкоязычных членов. Несмотря на свои достижения, Де Леон был поляризующей фигурой среди членов партии. В 1899 году его оппоненты покинули Социалистическую рабочую партию и объединились с Социал-демократической партией Америки, чтобы сформировать Социалистическую партию.
После смерти Де Леона в 1914 году Де Леона Арнольд Петерсен сменил его на посту национального секретаря партии. Критикуя как Советский Союз, так и реформистское крыло Социалистической партии Америки, СЛП всё больше изолировалась от большинства американских левых. Поддержка партии возросла в 1950-х и начале 1960-х годов, когда Эрик Хасс имел в неё большое влияние, но немного снизилась в середине 1960-х годов. СЛП пережила очередной рост поддержки в конце 1960-х и начале 1970-х годов, но затем пришла в упадок и не выдвигала кандидатов на выборах с 1976 года. В 2008 году партия закрыла свой национальный офис, а газета The People прекратила издание в 2011 году.
На известной эмблеме Социалистической трудовой партии изображена согнутая рука с молотом.

## История

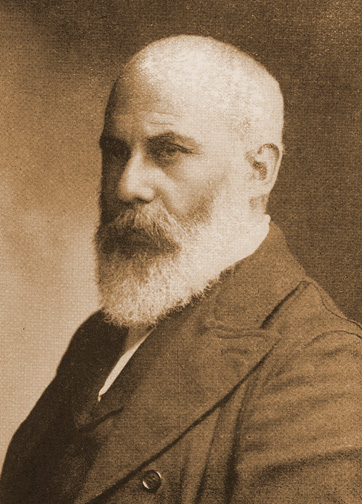
Даниель Де Леон в 1902 году.

Первоначально партия состояла из рабочих-иммигрантов, преимущественно из Германии. С 1876 по 1877 год Партия рабочих основала по крайней мере 24 газеты, прямо или опосредованно связанные с партией — 14 на немецком языке (актив состоял преимущественно из рабочих-немецких иммигрантов), 8 на английском (главным печатным органом стала газета «The People», выходившая 1891–2008) и по одной на чешском и шведском языках. На конгрессе в Ньюарке 26-31 декабря 1877 года партия была преобразована, получив своё последующее название.
Партия также сотрудничала с Партией гринбекеров. Первый раскол пережила в 1878 году. На съезде в Нью-Йорке в 1881 году анархисты, составлявшие значительную часть партии и контролировавшие одну из нью-йоркских секций, вышли из СРП и создали недолговечную Революционную социалистическую трудовую партию. В 1886 году отделение партии участвовало в кампании Генри Джорджа, выдвигавшегося на пост мэра Нью-Йорка.
С 1890 года Социалистическая трудовая партия находилась под контролем Даниэля Де Леона, уроженца острова Кюрасао, ставшего марксистским теоретиком. Под его началом партия критически относилась к парламентаризму, придерживаясь идеологии «социалистического промышленного юнионизма», считая, что можно построить социализм благодаря совместным действиям рабочего класса, организованного в профсоюзы.
Оппоненты Де Леона, преимущественно из числа иммигрантов и профсоюзных активистов, но и такие теоретики, как Моррис Хилквит, покинули партию в 1899 году. В 1901 году они слились с Социал-демократической партией в Социалистическую партию Америки.
Исторически СРП выступала с резким осуждением остальных американских левых (обвиняя их в «реформизме» и «отходе от марксизма»), за что считалась крайне сектантской и догматической партией. Де Леон участвовал в основании синдикалистской организации Индустриальные рабочие мира в 1905 году, но из-за постоянных разногласий (особенно с членами Социалистической партии Америки) вскоре вышел, основав собственный одноименный профсоюз с центром в Детройте.
В 1960-х наблюдался некоторый рост интереса к партии, в неё вступили левые активисты из числа антиавторитарно настроенной молодёжи, которая считала руководство СРП замкнутой кликой, узурпировавшей власть в партии.
После 1976 года СРП уже не выдвигала кандидатов на президентских выборах. В 1980 году члены партии в Миннесоте, с 1974 года объединённые в группу «Новые юнионисты», создали самостоятельную партию «Новый союз» (Новую юнионистскую партию, New Union Party), обвинив СРП в превращении в бюрократизированную и авторитарную партию. В XXI веке у СРП начались проблемы с изданием своей газеты «The People», закрытой 31 марта 2008 года. Штаб-квартира партии была официально закрыта 1 сентября 2008 года.

## Известные члены партии
Известный писатель Джек Лондон вступил в СРП в 1896 году, но вышел в 1901 году, перейдя в Социалистическую партию. Активистом партии был и писатель-фантаст (автор романов по мотивам «Звёздного пути») Мак Рейнольдс, сын кандидата от СРП на пост вице-президента, а затем президента США.
Ирландский революционер Джеймс Конноли, находясь в США, вступил вначале в Социалистическую рабочую партию (1906), а затем в Социалистическую партию (1909).